# Desideria af Sverige
Dronning Desideria af Sverige og Norge (8. november 1777 – 17. december 1860) var dronning af Sverige og Norge fra 1818 til 1844. Hun blev født som Bernhardine Eugenie Désirée Clary som datter af en silkehandler i Marseille. Hun blev gift i 1798 med general Jean-Baptiste Bernadotte, som i 1818 blev kronet til konge af Sverige og Norge som Karl 14. Johan.

## Biografi
Hendes søster Julie Clary giftede sig med Joseph Bonaparte, og derigennem lærte Désirée også hans bror Napoleon Bonaparte at kende. De blev forlovet, men han brød senere forbindelsen for at gifte sig med enken Joséphine de Beauharnais. I stedet giftede Désirée sig med en af hans generaler, Jean-Baptiste Bernadotte, der i 1810 blev valgt til svensk kronprins.